# Talang Sepuh
Talang Sepuh is een bestuurslaag in het regentschap Tanggamus van de provincie Lampung, Indonesië. Talang Sepuh telt 1775 inwoners (volkstelling 2010).